# 庫馬河 (維利亞河支流)
庫馬河（烏克蘭語：Кума），是烏克蘭的河流，位於該國西部，屬於維利亞河的右支流，發源自斯塔維夏尼以東，流經赫梅利尼茨基州和捷爾諾波爾州，河道全長18公里。